# Le Garn
Le Garn é uma comuna francesa na região administrativa de Occitânia, no departamento de Gard. Estende-se por uma área de 10,81 km². Em 2010 a comuna tinha 217 habitantes (densidade: 20,1 hab./km²).